# Szabadszállás vasútállomás
Szabadszállás vasútállomás egy Bács-Kiskun vármegyei vasútállomás, Szabadszállás településen, a MÁV üzemeltetésében. A belterület délnyugati szélén helyezkedik el, közúti elérését az 5213-as útból kiágazó 52 317-es számú mellékút teszi lehetővé.

## Bemutatása
A négyvágányos állomás a település nyugati szélén helyezkedik el. Forgalmi szolgálattal, korlátozott időtartamú menetjegykiadással és váróteremmel is rendelkezik. A felvételi épület szinte eredeti állapotában megmaradt MÁV II. osztályú szabványépület; legutóbbi, 2000-ben elvégzett felújítása során igyekeztek megtartani az épület jellegét. A biztosítóberendezés fényjelzős, a váltók motoros állításúak. A végponti oldalon fénysorompóval biztosított átjáró van. Az állomás mindkét végén találunk egy-egy emeletes lakóőrházat, melyek közül a végponti 2008 decembere óta lakatlan.
A vágányok között sínkoronaszintig feltöltött rész a peron. Megközelítése a vágányokon átjárva lehetséges. A felvételi épületen kívül van biztosítóberendezési épület, egy oldalrakodó, ahol volt raktár is, illetve egy oldal- és homlokrakodó. A rakodóterület bazaltkővel burkolt. Van egy használaton kívüli vágányhídmérleg, valamint az állomás kezdőponti végén egy romos állatrakodó, egy kisebb raktárépület előtte rakmintával, szintén használaton kívül.
Csatlakozik az állomáshoz két iparvágány is. Az egyik a Vasútvill Kft. telephelyére, a másik pedig egy, az állomástól nem messze lévő raktárépülethez vezet. Ez utóbbi is használaton kívül van, s a természet már vissza is hódította, ami az övé volt. A személyforgalom a laktanya megszűnése óta csökkent ugyan, de még mindig jelentős, árufeladás viszont nincs. A helyi tüzelőanyag-telep kap néha szenet vasúton.
Az épület bal oldalán (szemből nézve) van egy emléktábla Bem József emlékére.

## Vasútvonalak
Az állomást az alábbi vasútvonalak érintik:
- Budapest–Kelebia-vasútvonal

## Kapcsolódó állomások
A vasútállomáshoz az alábbi állomások vannak a legközelebb:
- Bösztör vasútállomás (Budapest–Kelebia-vasútvonal)
- Fülöpszállás vasútállomás (Budapest–Kelebia-vasútvonal)

## Forgalom
| Járat | Útvonal | Gyakoriság |
| ----- | --- | ---------- |
|       | A vonalon a vasúti szolgáltatás szünetel, a vonatok helyett a Volánbusz járatai közlekednek. A legközelebbi buszmegálló: Szabadszállás, autóbusz-váróterem |            |